# Никола Панов
 Тази статия е за велешкия войвода на ВМОРО.  За гостиварския войвода вижте Никола Андреев (македоно-одрински опълченец).  
Никола Панов, наричан Кара Асан, е български революционер, велешки войвода на Вътрешната македонска революционна организация.

## Биография
Панов е роден в 1884 година във Велес, Османската империя, днес в Северна Македония. Завършва прогимназия и от 1904 година е четник при Иван Наумов Алябака. През юни 1907 година участва в сражението при Ножот като негов четник.
В 1914 година Никола Панов влиза в Комитета на дезертьорите.
От 1920 година е войвода във Велешко.